# Michaela Neuling
Michaela Eleonore Neuling (* 24. September 1984) ist eine deutsche Inline-Speedskaterin.

## Karriere
Ihr größter Erfolg ist bisher die Goldmedaille im Marathonrennen bei den Europameisterschaften 2005 in Deutschland.
Die fünffache Deutsche Meisterin begann erst 1997 mit dem Inlineskaten, das ist im internationalen Vergleich recht spät, normalerweise beginnen die Profis schon im frühen Kindesalter (3–5 Jahre). Die Thüringerin trainiert, wie ihre Schwester Franziska Neuling (* 8. Mai 1987), beim Rollschnelllaufverein Blau-Weiß Gera unter der Leitung der Bundestrainerin und ehemaligen Rollschuhläuferin Katharina Berg. Der Durchbruch in die nationale Spitze gelang ihr 2001 mit dem Start für das Team Rollerblade Deutschland. Die Teilnahme an den Europameisterschaften der Aktiven 2001 wurde der Juniorin jedoch vom Europäischen Verband (C.E.R.S.) untersagt.
Seit 2004 fährt sie für das Team Rollerblade World und ist damit die erste deutsche Skaterin, welche für ein Unternehmens-Weltteam fährt. Sie ist die jüngste Fahrerin im Team und soll für die Zukunft Erfahrung sammeln. Als Weltcup-Debütantin erreichte sie trotz vieler Helferdienste den 15. Gesamtrang. Im folgenden Jahr gewann das Team Rollerblade World die Damen-Mannschaftswertung und Michaela Neuling wurde Gesamtfünfte. Die Saison 2006 war vor allem von Krankheiten und Verletzungen geprägt. 2007 fährt sie für das Sportvital Rollerblade World Team.
Michaela Neuling hält die deutschen Rekorde über 5000 und 10.000 Meter auf der Großbahn (eine Runde über 200 m lang), sowie über 500 m, 5000 und 10.000 Meter auf der Kleinbahn (bis 200 m).
Nach dem Abitur 2003 studiert sie Sport- und Medienwissenschaften an der Friedrich-Schiller-Universität Jena.

## Palmarès
P = Punkterennen, A = Ausscheidungsrennen, K = kombiniertes Punkte- und Ausscheidungsrennen

### 1999
Teilnahme an den Junioren-Europameisterschaften (Junioren B) in Gera
Bahn: 14. 1500 m, 11. 3000 m, 13. 5000 m

### 2000
Teilnahme an den Deutschen Junioren-Meisterschaften (Junioren A) in Seeheim
Bahn: Bronze 3000 m

### 2001
Teilnahme an den Deutschen Junioren-Meisterschaften in Groß-Gerau
Bahn: Silber 3000 m, Silber 5000 m, Bronze Staffel
Teilnahme an den Deutschen Meisterschaften (Bahn) in Berlin (Sportforum Hohenschönhausen)
Silber 5000 m, Silber 10.000 m A, Silber Halbmarathon
Teilnahme an den Junioren-Europameisterschaften in Paços de Ferreira
Bahn: 8. 3000 m, 10. 5000 m P, disq. 10.000 m A
Teilnahme an den Junioren-Weltmeisterschaften in Valence d´Agen
Bahn: 14. 5000 m P, 11. 10.000 m K, 16. 15.000 m A
Straße: 14. 10.000 m K, 14. 15.000 m A, 8. Marathon

### 2002
Deutsche Meisterin im Marathon in Hannover und Halbmarathon in Wesseling
Teilnahme an den Deutschen Meisterschaften (Bahn) in Zweibrücken
6. 1000 m, 2. 3000 m, 4. 5000 m P, 3. 10.000 m A, Silber Staffel
Teilnahme an den Europameisterschaften in Valence d´Agen
Bahn: 15. 3000 m, 10. 5000 m P, 9. 10.000 m A, 4. MZF, 5. Staffel
Straße: 10. 5000 m P, 12. 10.000 m A, 10. Halbmarathon
Teilnahme an den Weltmeisterschaften in Ostende
Bahn: 12. 5000 m P, 16. 10.000 m K, 17. Platz 15.000 m A
Straße: 18. Marathon

### 2003
Deutsche Vizemeisterin im Halbmarathon in Rastatt
Teilnahme an den Europameisterschaften in Padua
Bahn: 7. 10.000 m P, 8. 15.000 m A
Straße: 5. 5000 m P, 6. 20.000 m A, 4. Marathon
Teilnahme an den Weltmeisterschaften in Barquisimeto
Bahn: 23. 10.000 m P, 10. 15.000 m A
Straße: 15. 5000 m, 12. 20.000 m A, 17. Marathon, 7. Staffel
Rang 1 deutsche Rangliste
Rang 3 Jever Blade Challenge (Höchste Deutsche Rennserie)
Platz 3 Geraer Sportlerin des Jahres

### 2004
Platz 2 Hamburg-Marathon
Deutsche Meisterin im Marathon in Einhausen
Teilnahme an den Europameisterschaften in Groningen
Bahn: 16. 5000 m P, 13. 20.000 m A
Straße: 8. 10.000 m P, 20. 20.000 m A, 13. Marathon
Teilnahme an den Weltmeisterschaften in L’Aquila
Bahn: 31. 10.000 m P, 27. 15.000 m
Straße: 29. 5000 m P, 38. 20.000 m A, 70. Marathon
Rang 15 Weltcup (WIC)

### 2005
Teilnahme an den Deutschen Meisterschaften (Bahn) in Jüterbog
6. 500 m, Silber 1000 m, 6. 3000 m, Gold 5000 m P, Gold 10.000 m A, Gold 3000 m Staffel
Teilnahme an den World Games (Bahn) in Duisburg
disq. 500 m, 22. 1000 m, 15. 3000 m, 12. 5000 m P, 17. 10.000 m A
Teilnahme an den Europameisterschaften in Jüterbog
Bahn: 4. 10.000 m K, 8. 15.000 m A, 6. Staffel
Straße: 16. 10.000 m P, 17. 20.000 m A, Gold Marathon
Teilnahme an den Weltmeisterschaften in Suzhou
Bahn: 16. 15.000 m A
Straße: 18. 10.000 m P, 13. 20.000 m A, 15. Marathon
Rang 5 Weltcup (WIC)

### 2006
- Deutsche Meisterin im Teamzeitfahren mit dem RSV Blau-Weiß Gera
- Teilnahme an den Deutschen Meisterschaften (Straße) in Groß-Gerau
  - 7. 500 m, Silber 1000 m, 18. 3000 m, Silber 5000 m P, Bronze 10.000 m A
- Teilnahme an den Europameisterschaften in Cassano d’Adda
  - Bahn: 13. 10.000 m K, 11. 15.000 m A
  - Straße: Silber 10.000 m Staffel, 5. Marathon
- 2. Platz beim Weltcuprennen in München